# Андреев, Михаил (российский футболист)
Михаи́л Андре́ев (эст. Mihhail Andrejev; род. 15 мая 1976) — российский футболист, защитник.
С 1999 года выступал за таллинское «Динамо», в 2000 году дебютировал в основном составе клуба в первой лиге. В 2005 году провёл 24 игры в высшей лиге Эстонии. Всего провёл в «Динамо» около 20 сезонов и сыграл более 300 матчей, команда за это время вылетела из высшей лиги в четвёртый дивизион.